# 紀見村
紀見村（きみむら）は、和歌山県伊都郡にあった村。現在の橋本市の北部、南海高野線の沿線にあたる。

## 地理
- 山岳：三石山
- 河川：橋本川、芋谷川、東谷川

## 歴史
- 1889年（明治22年）4月1日 - 町村制の施行により、辻村・橋谷村・慶賀野村・矢倉脇村・柱本村・杉尾村・境原村・細川上村・細川下村・胡麻生村・北馬場村の区域をもって発足。
- 1955年（昭和30年）1月1日 - 橋本町・岸上村・山田村・隅田村・学文路村と合併して橋本市が発足。同日紀見村廃止。

## 交通

### 鉄道路線
- 南海電気鉄道
  - 高野線
    - 紀見峠駅 - 御幸辻駅

現在は旧村域に林間田園都市駅が所在するが、当時は未開業。

### 道路
- 高野街道（現・国道371号）